# Agostino Zampini
Agostino Zampini, O.S.A, (Florence, 22 augustus 1858 – Rome, 7 juni 1937) was een Italiaans geestelijke en titulair bisschop van de Katholieke Kerk.
Zampini trad op jeugdigde leeftijd in bij de augustijnen en trad vrij snel na zijn priesterwijding in dienst van de Romeinse Curie. In 1910 benoemde paus Pius X hem tot Sacrista van het Apostolisch Paleis en tot titulair bisschop van Porphyreon. Hij zou dit tot zijn dood blijven.
Zampini diende zowel Pius X als diens opvolger, paus Benedictus XV de laatste heilige sacramenten toe. Ook was hij een van de medewijdende bisschoppen bij de bisschopswijding van Eugenio Pacelli in 1917.
- International Standard Name Identifier: 0000 0003 8137 5279
- Virtual International Authority File: 261040261